# C/1951 C1 Pajdusakova
La cometa C/1951 C1 (Pajdusakova) è una cometa non periodica: non ha presentato particolarità se non un'elevata inclinazione e una MOID relativamente piccola di poco meno di 4 milioni di km. Se fosse in realtà una cometa a lungo periodo, cosa possibile visto l'arco osservativo di soli 91 giorni con cui è stata calcolata la sua orbita, la cometa potrebbe dare origine a uno sciame meteorico con il radiante situato alle coordinate celesti 01h 24m, -38,6°, un punto del cielo situato tra la costellazione della Fenice e quella dello Scultore, con il massimo attorno al 3-4 agosto e con meteore con una velocità geocentrica di 50,2-50,3 km/s.